# Vlag van Wezet
De vlag van Wezet is op onbekende datum bij raadsbesluit vastgesteld als de vlag van de Luikse gemeente Wezet. De vlag kan als volgt worden beschreven:
Blauw met een witte schuinbalk
De vlag is volledig gebaseerd op het gemeentewapen en ziet er dus helemaal hetzelfde uit.

## Gebruik
Wezet heeft meerdere lokale vlaggen gebruikt in de stad.
De vlag met twee verticale banen van blauw en van wit wordt in Wezet veel gebruikt. De vlag met drie even hoge banen van blauw, van geel en van wit, is ook overal te zien in Wezet.
Er hangt zo'n enorme vlag boven de zetel van het Gilde, maar de vlag met drie even hoge banen van rood, van blauw en van rood, is overal in de stad te zien, vaak geassocieerd met de andere lokale vlaggen.
Volgens Armoiries communales en Belgique. Communes wallonnes, bruxelloises et germanophones meldt de vlag van Wezet als blauw met een witte schuinbalk, Terwijl het gemeentewapen op meerdere plaatsen en op de gemeentevoertuigen te zien is, was dit gemeentelijk dundoek van het gemeentewapen nergens in de stad te zien.

Twee verticale banen van blauw-wit
Drie horizontale banen van blauw-geel-wit
Drie horizontale banen van rood-blauw-rood
Blauw met een witte schuinbalk